# Ethelurgus episyrphicola
Ethelurgus episyrphicola är en stekelart som beskrevs av Kusigemati 1983. Ethelurgus episyrphicola ingår i släktet Ethelurgus och familjen brokparasitsteklar. Inga underarter finns listade i Catalogue of Life.